# Белькович, Леонид Николаевич
Леонид Николаевич Белькович (1859—?) — русский военачальник, генерал от инфантерии, автор военных книг.

## Биография
Родился 6 марта 1859 года в православной семье.
Общее образование получил в Нижегородской графа Аракчеева военной гимназии.
В службу вступил 11 августа 1875 года юнкером рядового звания в 1-е военное Павловское училище. Выпущен прапорщиком (ст. 10.06.1877) в 38-ю артиллерийскую бригаду.
Участник русско-турецкой войны 1877—1878. Подпоручик (ст. 15.02.1879). Поручик (ст. 20.12.1879).
Штабс-капитан (ст. 01.12.1885). Окончил Николаевскую академию Генерального штаба (1889; по 1-му разряду). Капитан (ст. 10.04.1889). Состоял при Виленском военном округе.
Старший адъютант штаба 41-й пехотной дивизии (26.11.1889-20.04.1893). Цензовое командование ротой отбывал в 161-м пехотном Александропольском полку (03.11.1890-23.10.1891). Штаб-офицер при управлении 1-й Восточно-Сибирской стрелковой бригады (20.04.1893-27.11.1897).
Подполковник (ст. 30.08.1893). Полковник (пр. 1897; ст. 13.04.1897; за отличие). Штаб-офицер для особых поручений при управлении 1-й стрелковой бригады (27.11.1897-20.02.1899). Начальник штаба войск Семипалатинской области (20.02.1899-12.08.1900). Штаб-офицер для особых поручений при управлении 3-й Сибирской резервной пехотной бригады (12.08.1900-18.06.1903). Командир 17-го стрелкового полка (18.06.1903-07.09.1905).
Участник русско-японской войны 1904—1905. Участвовал в боях под Сандепу, при штурме деревни Чжантань-Хенань и во всех мукденских боях. Генерал-майор (пр. 1905; ст. 07.09.1905; за отличие). Был ранен ружейной пулей в локтевой сустав. Командир 2-й бригады 35-й пехотной дивизии (07.09.-07.10.1905).
Начальник штаба войск Забайкальской области (07.10.1905-15.05.1907). Командир 1-й бригады 4-й Восточно-Сибирской стрелковой дивизии (15.05.1907-24.04.1909). Командир 1-й бригады 3-й пехотной дивизии (с 24.04.1909).
При мобилизации на Первую мировую войну 19 июля 1914 года получил в командование 57-ю пехотную дивизию 2-й очереди. Генерал-лейтенант (ст. 19.07.1914). С 26 июля 1914 года — командующий 15-й пехотной дивизией. С 5 июля 1915 года — командир 41-го армейского корпуса (3-я Заамурская пограничная и 74-я пехотная дивизии).
Высочайшим приказом от 13 февраля 1915 года награждён орденом Святого Георгия 4-й степени:
за то, что 27-го — 30-го августа 1914 года, командуя левым боевым участком позиции корпуса, отбил все атаки значительно превосходных сил противника, направленные для прорыва нашего расположения, одержал полную победу над ним, заставив его бросить свои позиции и отступить, чем и способствовал общему успеху боя.
13 апреля 1917 года был назначен командующим 7-й армией Юго-Западного фронта. 20 июня этого же года был отстранен от командования, а 26 июня — назначен в резерв чинов при штабе Киевского военного округа. 19 июля 1917 года переведен в резерв чинов при штабе Московского военного округа. Генерал от инфантерии (08.09.1917).
После Октябрьской революции, в 1918 году добровольно вступил в РККА. Участвовал в работе Военно-исторической комиссии по изучению мировой войны. Был включен в списки Генштаба РККА от 15.07.1919 и 07.08.1920.
Дальнейшая судьба неизвестна.
Был женат и имел четверых детей.

## Награды
- Награждён орденом Св. Георгия 4-й степени (13 января 1915) — за руководство 15-й пехотной дивизией в Первой мировой войне и Золотым оружием (26 февраля 1906) — за участие в русско-японской войне.
- Также награждён орденами Св. Станислава 3-й степени с мечами и бантом (1878); Св. Анны 3-й степени (1886); Св. Станислава 2-й степени (1895); Св. Владимира 4-й степени (1901); Св. Владимира 3-й степени (1905); Св. Станислава 1-й степени с мечами (1906); Св. Анны 1-й степени (1910); Белого Орла с мечами (1915).